# Museo Fonck
El Museo Fonck es el nombre con el que se conoce al Museo de Arqueología e Historia Francisco Fonck. Se encuentra ubicado en calle 4 Norte 784 esquina 1 Oriente, Viña del Mar, Valparaíso, en Chile.

## Historia
En 25 de noviembre de 1937 se inauguró. El nombre es en homenaje a Francisco Fonck, médico, explorador y político alemán radicado en Chile, que se destacó en la exploración del sur chileno.
Luego del terremoto de 1985 cambió de sede a un nuevo edificio ubicado en la parte trasera del Palacio Carrasco. Se amplió luego la colección de Isla de Pascua, una de las más completas en su género y que permite visualizar la cultura y civilización Rapanui. Hay en exposición piezas de las primitivas culturas del norte, centro y sur de Chile. Se presenta la cultura de los Atacameños, Mapuches y Diaguitas, entre otros.
En 1951 el Museo Fonck trae desde Isla de Pascua una estatua de piedra monolítica Moai que al presente se yergue en la entrada al museo.
Esta pieza original junto al Moái Hoa Hakananaiʻa, que está exhibido en el Museo Británico de Londres, son algunas de las estatuas existentes fuera de la isla.

## Galería

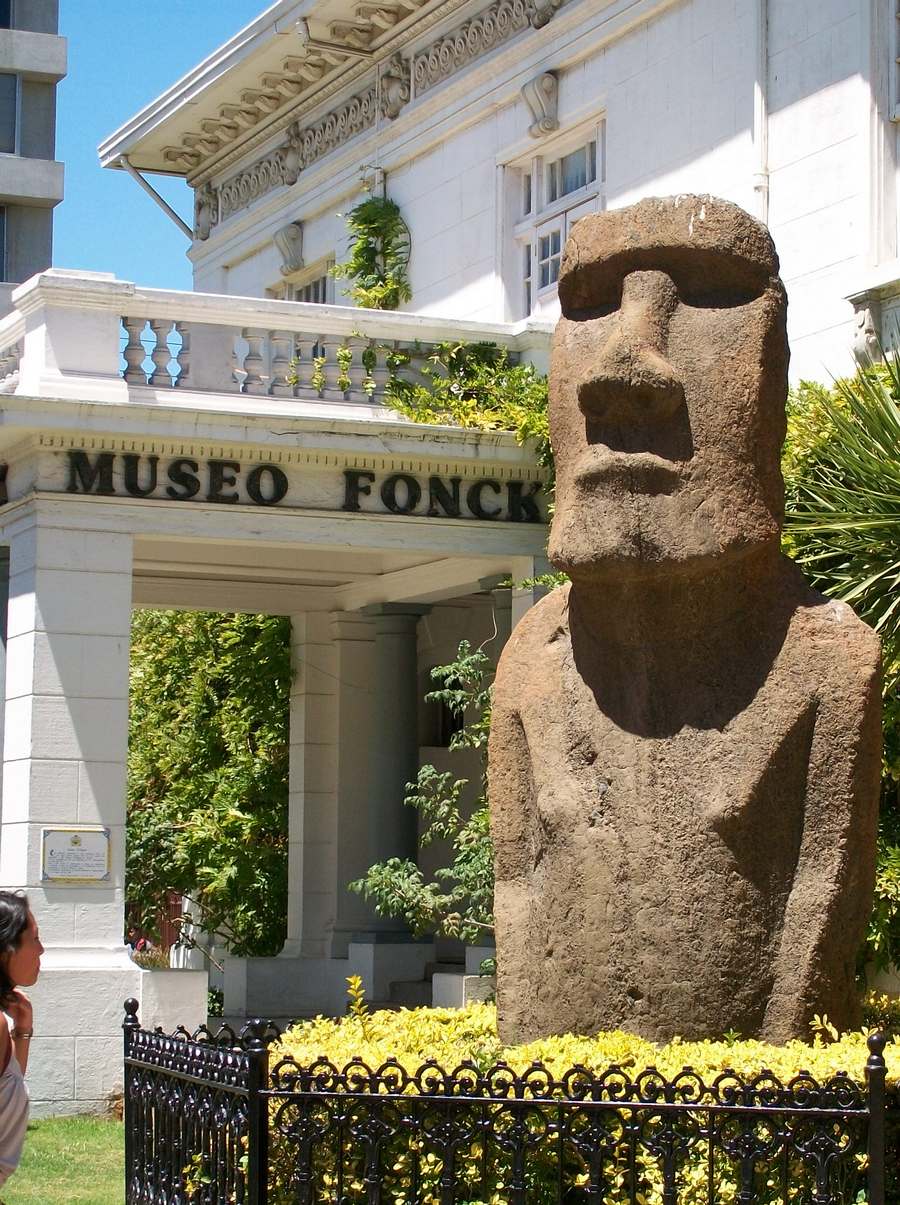
Moai en 2008.
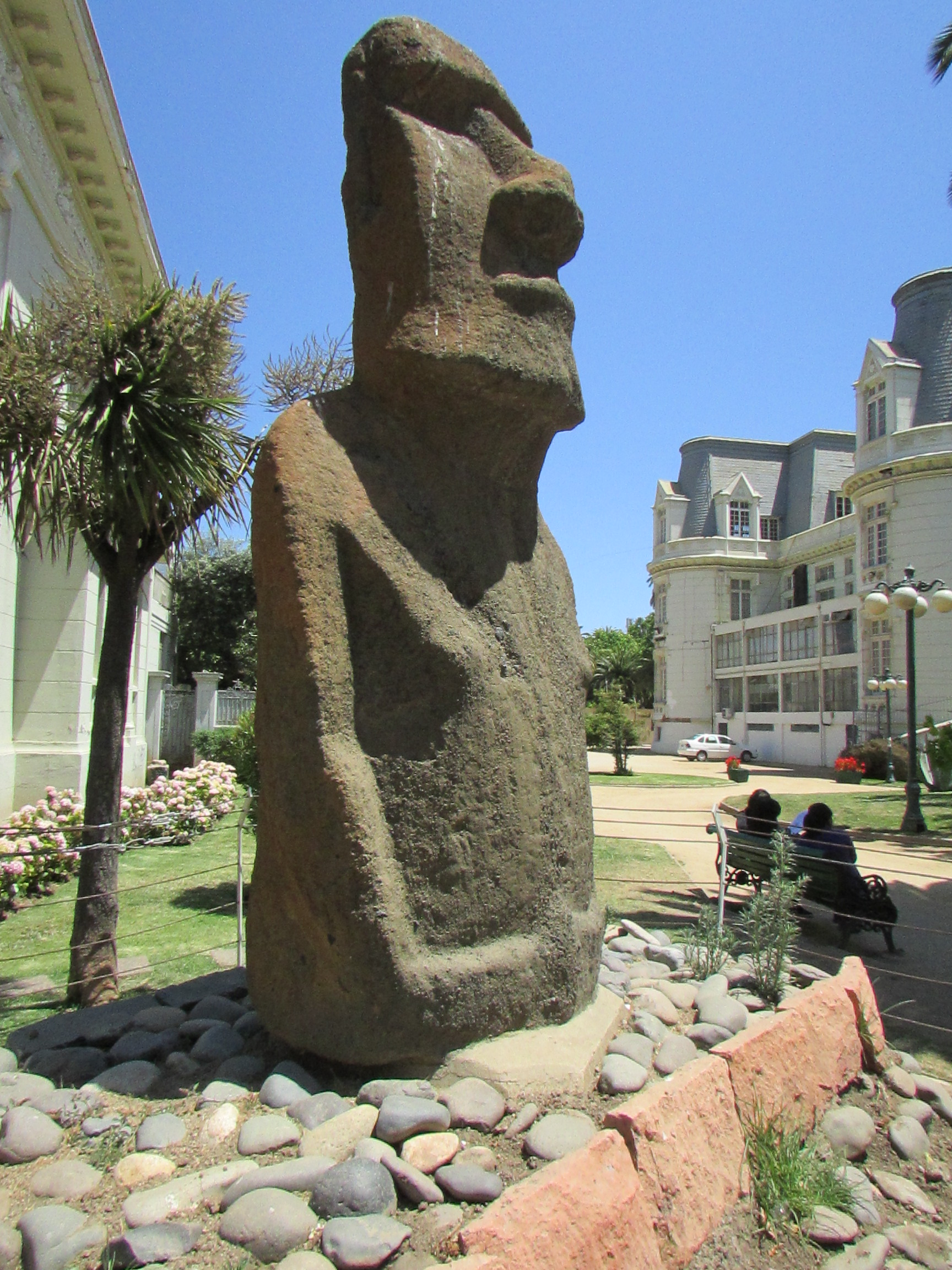
Moai del Ahu Makaihi fuera del Museo Fonck.
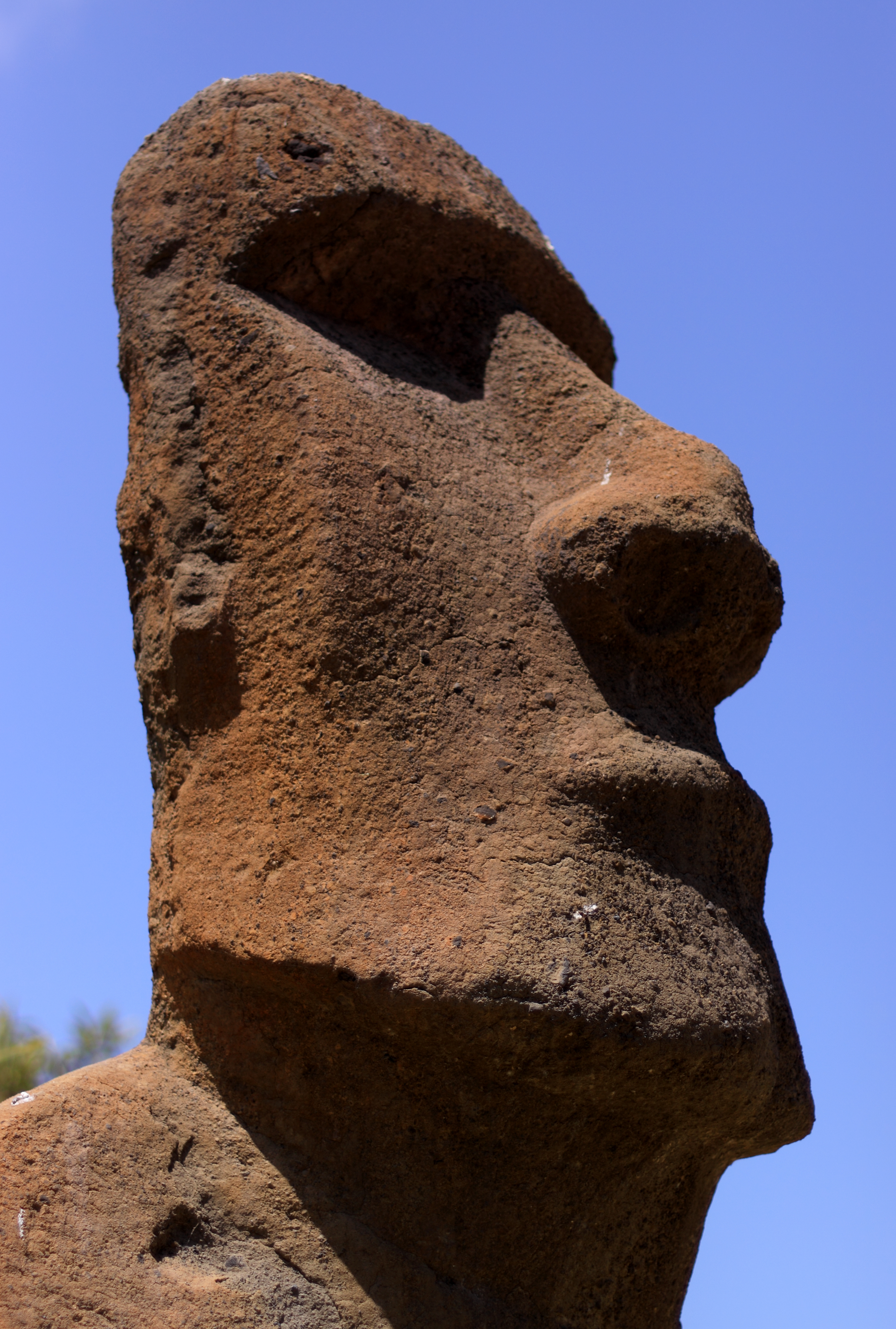
Moai en 2010.